# 貴方だけこんばんわ
『貴方だけこんばんわ』（あなただけこんばんわ）は、2009年にミルキーズピクチャーズより発売されたアダルトアニメ。アニメーターの梶島正樹が原作・総監督を担当する『御先祖賛江』の流れを汲み、3作目にあたる。
シリーズ第1弾は全2話で、約30分。第2弾は全3話で、各話約25分。
前2作がシリアス系の作風だったのに対し、本作は全話ともコミカル系の作風となっている。

## ストーリー
由鈴正吾は祖父の死と共に幼い頃暮らしていた町に戻ってきた。
そして、メイドの音澄陽子、先輩の虎頭綾音、後輩の瑞智桃香、その姉で養護教師の瑞智桃音、幽霊の由鈴零子から求愛され、彼女たちとの激しい共同生活が繰り広げられていく。

## 登場人物
※声の表記は第1弾 / 第2弾の順。
由鈴正吾（よしすず しょうご）
声 - 石川ゆうすけ / 河村眞人
本作の主人公。平賀学園の高校2年生。祖父・三治の死後、両親が三治の会社を引き継ぐことになったことから、幼い頃暮らしていた三治の屋敷で再び暮らすことになる。引継ぎで忙しい両親より先に早く屋敷を訪れ、平賀学園に通い始める。様々な女性たちと関係を築いていく。性格は優柔不断。
由鈴零子（よしすず れいこ）
声 - 小倉結衣 / 遠野そよぎ
三治の屋敷の肖像画に描かれている女性。その正体は正吾の曽祖父である由鈴六匠の婚約者だった女性。（零子が若くして亡くなった後に六匠は零子の妹と結ばれたため、正吾にとっては曽祖母の姉に該当する。）生前若くして亡くなるが、幽霊となって屋敷に残り続けていた。幼い頃の正吾に慕われていたことから、彼に好意を抱くようになり、屋敷に戻ってきた正吾と触れ合うために様々な女性に憑依していった。桜子たちの力で肉体を取り戻し、復活を果たす。
音澄陽子（おとすみ ようこ）
声 - 朝谷かおり / 内野ぽち
三治の屋敷の唯一のメイド。正吾の許婚。本人は愛人でも構わずにいる。
虎頭綾音（ことう あやね）
声 - 神谷奈央 / はちこ
平賀学園の高校3年生。正吾の婚約者。祖父は三治とは友人の間柄。嫉妬深い性格。幼い正吾には「ことね」と呼ばれていた。正吾と他の女性が関係をもつ様子を何度も目にしたことで自暴自棄になってしまい、正吾に肉体関係を迫るが拒絶される。後に気絶した際には危うく琢也に手を出されかけたが、直前に目覚めたことで何もされずに済んだ。一歩間違えれば貞操の危機になりかけていたことで傷心となっていたが、正吾が綾音との思い出を思い出したことでついに心も体も結ばれた。幽霊が苦手なため桃音や桃香の正体や零子の復活には驚愕させられたものの、正吾との性行為を交代で行うことで協調する道を選んだ。
瑞智桃音（みずち もね）
声 - みすみ / 氷川めぐみ
平賀学園の養護教諭。その正体はとある山の泉に住む仙女。三治が泉近くの桜の木で作った正吾の名前の入った人形を泉に落としたことから正吾の妻となる。普段は桃香に自らの身体を使わせており、自身は土くれの身体を使って生活している。身体は自由に入れ替えることが可能。桜子とは互いの正体を知っている旧知の仲であるが「桜子が日曜日の学校で男性（源）と性行為している」ことを噂として流したり、源と学校で性行為をした後の桜子をからかうなど、いたずら好きな面がある。桜子の命令を受けたベスによって正吾たちの目の前で土くれの身体を貫かれたことから、正吾たちに自身の正体を明かす。
瑞智桃香（みずち もか）
声 - 柚木かなめ
平賀学園の高校1年生。桃音の妹で校内ではオカルト同好会を開いている。その正体は仙女である桃音が作り上げた分身。桃音同様に正吾の妻となる。
六平桜子（ろくひら さくらこ）
声 - 奥田香織 / 美木かや
平賀学園の化学教師。正吾の担任でもある。正吾や三治とは旧知の仲であり、幼い頃の正吾からはよく胸を触られていた。その正体は平賀学園の理事長にして不老不死の平賀桜。自身の子孫にして同様に不老不死の平賀源とは化学準備室でよく性行為をしている。前2作では髪の色は紫だったが、本作では黒になっており、口紅も付けるようになった。
由鈴三治（よしすず さんじ）
声 - 東山張庵
正吾の祖父。桜子曰く「エッチだったけど楽しい人」物語開始時点では亡くなっており、経営していた会社は正吾の両親が引き継ぐことになり、屋敷には正吾たちが住むようになる。
寝屋琢也（ねや たくや）
声 - マジック
正吾の同級生。女生徒で構成されたファンクラブまで存在する程のイケメンにして女好き。サッカーボールを常に持ち歩いている。陽子や綾音にもアプローチをかけるが追い払われている。時と場所を選ばず女性と性行為に励んでおり、綾音が気絶した際も手を出そうとするが失敗し、ブラジャーを外して両方の乳房を露出させる程度のことしかできなかった。綾音が目を覚ました際に生殖器を蹴られたことで新しい境地に目覚めたらしく、その後は多くの女生徒に対し自分の股間を思いっきり蹴飛ばすよう懇願する日々が続いている。
ベアトリス・ランバート
声 - 桔梗
六平桜子こと平賀桜に仕えるヴァンパイアのメイドで愛称は「ベス」。桜子からの命を受けて、由鈴家を訪れる。零子復活に必要な正吾の精液の採取を果たした後、化学室での源との性行為を桃音にからかわれた桜子の個人的な怒りを桜子の代わりに行い、桃音の土くれの体を貫いて土に戻した。
伊藤光子（いとう みつこ）
平賀学園の元養護教師。零子復活の儀式でオペレーターを務めていた。
前作の『続・御先祖賛江』から今作の『貴方だけこんばんわ』の間に光子に起きた事情は一切説明されず、娘の鮎美はどうしているのかも不明。
由鈴六匠（よしすず ろくたく）
正吾の曽祖父。若き日の容姿は正吾と瓜二つだった。零子の婚約者だったが、零子が亡くなった後、彼女の妹と結ばれて大陸に渡り、そこで三治を授かった。
平賀源（ひらが げん）
六平桜子こと平賀桜の子孫。桜子同様に不老不死となっており、高校時代の容姿を保っている。表向きは高校時代に亡くなったことにしており、現在は外国である研究を行っている。帰国しては母校・平賀学園の化学準備室で桜子との性行為を行っている。劇中では一度も言葉を発さず、顔もはっきりと描かれなかった。

## スタッフ
- 原作・総監督・絵コンテ：梶島正樹
- 企画：三浦亨
- プロデューサー：村上幸太郎（ミルキーズピクチャーズ）
- 監督：マイアミ竜
- キャラクター原案：逢摩文七郎
- キャラクターデザイン：昭島くじら
- シリーズ構成：白根秀樹
- 脚本：ヤスカワショウゴ
- 演出：志水慎一・結城シン十朗
- 作画監督：Kim Il Bea、服部憲知
- 色彩設計：田中一郎
- 色指定・検査：田中二十郎
- 動画・仕上：星山企画
- 美術監督：新河信彦
- 背景：獏プロダクション
- 撮影監督：桑良人
- 撮影：シアン
- 編集：新海コウキ
- 編集助手：川越ハルキ
- 編集スタジオ：柳編集室
- 音響監督：倒海底王
- 音楽：chariot
- 音響効果：美保野青盆、ヘルニィ
- 録音調整：すずきひろゆき
- 宣伝：美羽（ミルキーズピクチャーズ）
- アシスタントプロデューサー：小坂椎（ミルキーズピクチャーズ）、濱崎大悟
- 制作進行：辻橋綾佳、空条承拓郎
- アニメーション制作協力：Studio Eromatick
- 制作プロデューサー：魚橋月路、渡嘉敷八起
- 製作：BOSS

## シリーズ
- 貴方だけこんばんわ 第一話 零子（2009年7月25日発売）
- 貴方だけこんばんわ 第二話 誓約（2009年10月25日発売）
- 貴方だけこんばんわ 第三話 綾音（2011年3月18日発売）
- 貴方だけこんばんわ 第四話 桃音（2011年6月17日発売）
- 貴方だけこんばんわ 最終話 零子（2011年10月21日発売）
- 貴方だけこんばんわ 総集編（2012年5月18日発売）

## 関連作品
- 御先祖賛江
- 天地無用!